# The Perfect Red Velvet
The Perfect Red Velvet es la reedición de Perfect Velvet, el segundo álbum de estudio del grupo femenino surcoreano Red Velvet, lanzado en noviembre de 2017. La reedición fue lanzada el 29 de enero de 2018 por SM Entertainment e incluye el sencillo «Bad Boy», producida por el equipo de producción estadounidense The Stereotypes, quienes previamente habían trabajado con el grupo en una canción del álbum original. El álbum también contiene dos nuevas canciones que incorporan estilos R&B y disco retro, además de todas las canciones de Perfect Velvet.
Los críticos elogiaron al grupo por retratar a mujeres poderosas y por intentar un concepto sexy por primera vez desde su debut en «Bad Boy». También elogiaron las canciones adicionales del álbum por su ambiente retro. La revista Billboard hizo referencia al concepto dual del grupo y calificó al álbum y al sencillo como «representativos generales» de su lado «velvet».
El álbum lideró el Gaon Album Chart de Corea del Sur, mientras que «Bad Boy» debutó en el segundo lugar de Gaon Digital Chart. The Perfect Red Velvet también alcanzó el tercer lugar en la lista mundial de álbumes de Billboard, mientras que «Bad Boy» alcanzó la segunda posición en la lista World Digital Songs. El sencillo también se convirtió en el primer lanzamiento del grupo en aparecer en el Canadian Hot 100.

## Antecedentes
A solo dos meses después del lanzamiento de su segundo álbum de estudio, Perfect Velvet, que se convirtió en su álbum más exitoso hasta la fecha, SM Entertainment anunció mediante una imagen teaser publicada en sus cuentas oficiales de Twitter e Instagram el 23 de enero de 2018, que Red Velvet lanzaría una reedición del álbum titulada The Perfect Red Velvet, con «Bad Boy» como sencillo principal.
«Bad Boy» fue descrito como una canción con un concepto «sexy» o «girl crush» por los portales de noticias de Corea del Sur, lo cual nunca antes había sido interpretado por el grupo. El 24 de enero de 2018, se anunció que la reedición de Perfect Velvet se lanzaría el 29 de enero e incluiría tres nuevas canciones, incluyendo a «Bad Boy».
El 26 de enero, se lanzaron teasers individuales de las integrantes Wendy y Joy a través de las redes sociales del grupo. Kang Seo-jung de Osen comentó sobre cómo este nuevo concepto difiere de sus lanzamientos anteriores. Al día siguiente, se publicaron los videos de Irene y Yeri, seguido por el de Seulgi el 28 de enero.

## Composición
Con todas las canciones de Perfect Velvet, la reedición fue lanzada con tres nuevos temas, alcanzando un total de doce canciones. El sencillo principal del álbum, «Bad Boy», se caracteriza por ser una canción de R&B con elementos de hip hop y una melodía de sintetizador junto con un sonido de bajo. En una entrevista con Idolator el 16 de enero de 2018, el equipo de producción estadounidense, ganador de un Grammy, The Stereotypes, reveló que tuvieron «una nueva bienvenida que será realmente genial» cuando les preguntaron sobre el trabajo con Red Velvet. Anteriormente, también produjeron dos canciones de Perfect Velvet («Kingdom Come» y «Attaboy»). Finalmente se informó que el sencillo principal del álbum sería «Bad Boy». La canción fue compuesta por The Stereotypes, Maxx Song y Whitney Philips con letras escritas por Yoo Young-jin, la canción describe la atracción entre chicos malos y mujeres arrogantes.
Una de las tres nuevas canciones, «All Right» es una canción de dance pop que anima a las personas a mirar hacia el futuro con la gente que les rodea. Compuesta por Kevin Charge, Phoebus Tassopoulus y Jessica Jean Pfeiffer, sus letras fueron escritas por Lee Seu-ran de Jam Factory. Por otro lado, «Time to Love» es una balada con R&B compuesta por Ellen Berg Tollbom, Ming Ji-syeon y Lee Dong-hoon con letras escritas por Kim Eun-jung que detallan la emoción de estar en una nueva relación.

## Promoción
Red Velvet realizó una presentación de regreso el 29 de enero de 2018, en el mismo día del lanzamiento del álbum, y fue presentado Hyoyeon de Girls' Generation. Fue transmitido en vivo a través de la aplicación V de Naver. Durante el show, las integrantes discutieron sobre sus nuevas canciones, incluyendo a «Bad Boy», el cual interpretaron por primera vez. El grupo comenzó las promociones para la reedición el 1 de febrero en M! Countdown.

## Recepción
Tamar Herman de Billboard llamó a «Bad Boy» como una «canción oscura» comparando los tonos de arcoíris del último sencillo «Peek-A-Boo»  y afirmó que las miembros «interpretaron sus suaves inclinaciones retro» con la adición de las nuevas canciones. Herman también comentó sobre el estilo de las integrantes, señalando los «uniformes atractivos, atuendos de cuero y ropa de atletismo de cuero» que describieron al grupo como «femme fatales». La coreografía de la canción también fue vista como la más sexy que ha hecho el grupo. Por último, llamó a la canción y al álbum «representantes generales» del lado «velvet» del grupo (una referencia al concepto dual del grupo), contrastando las extravagantes canciones «red» que el grupo lanzó el año anterior. Al igual que Ela Teodosio de Christian Today creía que el sencillo era su «canción más ardiente» y afirmó que las otras dos canciones que se agregaron al álbum «sigue el mismo concepto retro del disco». Avery Thompson de Hollywood Life llamó a las integrantes «el epítome del poder de las chicas» mientras que elogiaba el vídeo musical del sencillo. Jeff Benjamin de Fuse opinó que el grupo le dio su propio giro al R&B moderno y al hip hop, y lo comparó con Rihanna, Tinashe y Cardi B, donde incorporan «frases atrevidas en sus versos y coros». Forbes afirmó que el trabajo de The Stereotypes en el álbum «ha ayudado a perfeccionar el exuberante sonido del R&B contemporáneo».
En Corea del Sur, X Sports News denominó a «Bad Boy» la combinación perfecta de «red» y «velvet» del grupo en su revisión del concepto dual Red Velvet desde su debut con «Happiness» y «Be Natural».

## Lista de canciones
| The Perfect Red Velvet — Edición estándar |                                   |                           |                                                          |          |  |
| N.º                                       | Título                            | Letras                    | Música                                                   | Duración |  |
| 1.                                        | «Bad Boy»                         | JQ, Moon Hee-yeon         | Stereotypes, Maxx Song, Whitney Phillips, Yoo Young-jin  | 3:31     |  |
| 2.                                        | «All Right»                       | Jam Factory               | Kevin Charge, Phoebus Tassopoulos, Jessica Jean Pfeiffer | 3:49     |  |
| 3.                                        | «Peek-A-Boo» (피카부)             | Kenzie                    | Moonshine, Cazzi Opeia, Ellen Berg Tollbom               | 3:09     |  |
| 4.                                        | «Look» (봐)                       | Jinbo, Sumin              | Charli Taft, Daniel «Obi» Klein, Jinbo, Sumin            | 4:06     |  |
| 5.                                        | «I Just»                          | Kim Boo Min               | Aventurina King, Hitchhiker, Kim Boo-min, John Fulford   | 3:08     |  |
| 6.                                        | «Kingdom Come»                    | Lee Seu-ran (Jam Factory) | The Stereotypes, Deez, Ylva Dimberg                      | 3:30     |  |
| 7.                                        | «Time to Love»                    | Kang Eun-Jeong            | Ellen Berg Tollbom, Kim Min-Ji, Lee Dong-Hoon            | 3:15     |  |
| 8.                                        | «My Second Date» (두 번째 데이트) | Jeon Gan-di               | James Wong, Sidnie Tipton, Sophie Stern                  | 3:15     |  |
| 9.                                        | «Attaboy»                         | Kenzie                    | Kenzie, The Stereotypes, Ylva Dimberg                    | 3:17     |  |
| 10.                                       | «Perfect 10»                      | Cho Yoon-kyung            | Charli Taft, Daniel «Obi» Klein, Deez                    | 3:30     |  |
| 11.                                       | «About Love»                      | 1월 8일 (Jam Factory)     | RE:ONE, Davey Nate                                       | 3:26     |  |
| 12.                                       | «Moonlight Melody» (달빛 소리)    | Lee Joo-hyung (Monotree)  | Lee Joo-hyung (Monotree), Kwon Deok-geun                 | 3:41     |  |

| EP de iTunes |                          |                |                                                          |          |  |
| N.º          | Título                   | Letras         | Música                                                   | Duración |  |
| 1.           | «Bad Boy»                | Yoo Young-jin  | Stereotypes, Maxx Song, Whitney Phillips, Yoo Young-jin  | 3:31     |  |
| 2.           | «All Righ»               | Jam Factory    | Kevin Charge, Phoebus Tassopoulos, Jessica Jean Pfeiffer | 3:49     |  |
| 3.           | «Time to Love»           | Kang Eun-Jeong | Ellen Berg Tollbom, Kim Min-Ji, Lee Dong-Hoon            | 3:15     |  |
| 4.           | «Bad Boy» (Instrumental) |                | Stereotypes, Maxx Song, Whitney Phillips, Yoo Young-jin  | 3:31     |  |
| 5.           | «Peek-A-Boo» (피카부)    | Kenzie         | Moonshine, Cazzi Opeia, Ellen Berg Tollbom               | 3:09     |  |